# Perolof Holst
Perolof Holst, född 13 juni 1934 i Björkö församling i Jönköpings län, död 19 mars 2022 i Nässjö distrikt i Jönköpings län, var en svensk polisman och centerpartistisk politiker.
Perolof Holst växte upp på gården Ryd utanför Stensjön i Nässjö kommun. Efter polisutbildning verkade han som polisinspektör och kriminalinspektör i Nässjö. Inom Bondeförbundet och senare Centerpartiet engagerade han sig redan i tonåren och verkade till en början som fritidspolitiker. Han blev vice ordförande i kommunstyrelsen i Nässjö kommun 1973, var kommunalråd där 1976–1992 och kommunstyrelseordförande från 1976. Vidare var han under en längre period ordförande i kommunala fastighetsbolaget Linden. Hans politiska engagemang innefattade även uppdrag inom Jönköpings län, där han satt som ordförande i kommunförbundet. Han var också överförmyndare till 2006.
Holst var från 1965 till sin död gift med Birgitta Johansson och de fick en son 1967.